# Viktor Nikolajevič Javorskij
Svatý Viktor Nikolajevič Javorskij (2. dubna 1873, Koročino – 13. ledna 1938, Charkov) byl jerej Ukrajinské pravoslavné církve a mučedník.

## Život
Narodil se 2. dubna 1873 v obci Koročino. Měl manželku Jekatěrinu, dceru Varvaru a syna Borise.
Byl jerejem v ukrajinském Charkově. Dne 20. prosince 1937 byl zatčen a obviněn z protisovětských aktivit. Dne 25. prosince byl odsouzen k trestu smrti. Rozsudek byl proveden 13. ledna 1938.
Dne 22. června 1993 byl na základě rozhodnutí Svatého synodu Ukrajinské pravoslavné církve svatořečen jako mučedník. Slavností bohoslužba proběhla 3. a 4. července v Blagoveščenském soboru v Charkově, bohoslužbu vedl metropolita kyjevský a celé Ukrajiny Volodymyr (Sabodan).
Jeho svátek je připomínán 1. června (19. května dle juliánského kalendáře).